# Trawniki (Lublin)
Trawniki is een dorp in het Poolse woiwodschap Lublin, in het district Świdnicki (Lublin). De plaats maakt deel uit van de gemeente Trawniki. Het is gelegen aan de rivier de Wieprz
In de Tweede Wereldoorlog bevond zich in de plaats het Kamp Trawniki.